# Revuelta de Kengir
La revuelta de Kengir (o Kenguir) fue llevada a cabo por prisioneros del campo soviético de trabajos forzados de Kengir (provincia de Karagandá), en Kazajistán, entre mayo y junio de 1954. Su duración e intensidad se destacó de entre otros levantamientos en los campos de trabajo del Gulag del mismo período.
Tras la muerte de algunos de sus compañeros de prisión a manos de los guardias, los internos de Kengir se rebelaron y procedieron a tomar el campo entero, reteniéndolo por varias semanas, creando un período de libertad único en la historia del Gulag. 
Siguiendo a una rara alianza entre criminales y prisioneros políticos, los internos lograron hacer huir a los guardias y la administración del campo, y en consecuencia lograron mantenerse aislados del exterior. A partir de allí los prisioneros levantaron intrincadas defensas para prevenir la incursión de las autoridades soviéticas dentro de su recién ganado territorio. Esta situación duró por un período que no contaba con precedentes, y dio comienzo a una gran variedad de nuevas y coloridas actividades, incluyendo la formación democrática de un gobierno provisional de los prisioneros, casamientos entre los internos, la creación de cultos religiosos propios, un breve florecimiento del arte y la cultura, y la comisión de una campaña de propaganda de relativo gran tamaño y complejidad en contra de las anteriores autoridades del campo.
Luego de 40 días de libertad dentro del perímetro de la prisión, de negociaciones intermitentes y de mutuas preparaciones para un conflicto violento, el levantamiento fue finalmente reprimido por el Ejército Soviético con el uso de armas y tanques, en la mañana del 25 de junio. De acuerdo con lo expresado por ex prisioneros, hasta 700 personas murieron o fueron heridas durante la represión, aunque las cifras oficiales solo enuncian que unas pocas docenas resultaron muertas. La historia del levantamiento fue dada a conocer públicamente por primera vez en el libro “Archipiélago Gulag”, un trabajo documental relatado por el exprisionero ruso del campo -así como ganador del Premio Nobel de Literatura- Aleksandr Solzhenitsyn.

## Trasfondo

### Gulag

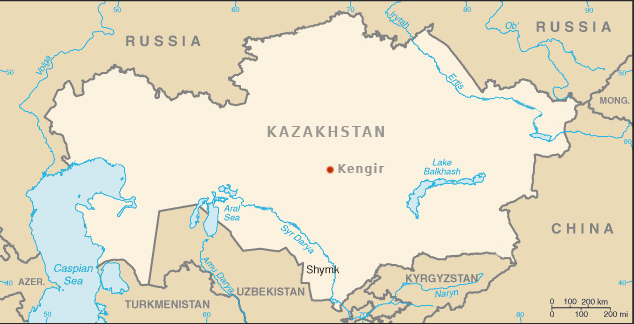
Ubicación aproximada del campo de Kenguir en Kazajistán.

La muerte en 1953 de Iósif Stalin, jefe de Estado y mayor proponente de los campos de trabajos forzados, produjo entre los prisioneros la esperanza de obtener amnistía para sus condenas, o al menos reformas carcelarias; estas expectativas se reforzaron por la subsiguiente caída de la mano derecha de Stalin y jefe de seguridad del Estado, Lavrenti Beria. 
Beria –que era el jefe de toda la seguridad soviética así como del aparato policial, además de ser el arquitecto de las políticas más odiadas relativas a los campos– fue declarado “enemigo del pueblo” y ejecutado por aquellos que sucedieron a Stalin. El nombre de Beria y su nueva y mancillada reputación se convirtió en un problema para todos los rangos de la jerarquía soviética, tanto altos como bajos. Para todo aquel que estuvo asociado con Beria, o había hablado muy a favor de él, corrió el riesgo de ser denunciado como traidor y ser perseguido. La administración del campo no estaba excluida de estos riesgos y este hecho debilitó significativamente su posición frente a los prisioneros. Escribiendo respecto a las huelgas que estaban tomando lugar en ese momento, Solzhenitsyn describió de este modo la cuestión:

¡No tenían idea sobre qué se requería de ellos y cualquier error podía ser peligroso! Si mostraban excesivo celo en sus funciones y disparaban a la multitud de internos, podían terminar como los secuaces de Beria. Pero si no mostraban el celo suficiente y no empujaban enérgicamente a los huelguistas de vuelta al trabajo, podía pasar exactamente lo mismo.

Por esta y otras razones, en los meses que precedieron el levantamiento, los prisioneros de todos los campos de trabajo del Gulag se estaban volviendo cada vez más atrevidos e insolentes, haciendo huelgas de hambre, dejando de trabajar, organizando insubordinaciones a gran escala, dando lugar a cada vez más frecuentes represalias violentas en su contra. 
En el campo de Kengir en particular, las autoridades responsables estaban perdiendo el control sobre el ejercicio efectivo de sus cargos; los comunicados enviados por los comandantes hacia la jerarquía del campo atestiguan su temor por los frecuentes incidentes de descontento, las poderosas organizaciones que actuaban de manera encubierta y las crecientes crisis que afligían a la red de soplones, así como sus desesperados intentos de reafirmar su control.

### Kengir

#### "Ladrones" y soplones
Las raíces del levantamiento pueden trazarse en un gran desembarco de “ladrones” –término aplicado de manera vulgar a todo criminal común- que fueron internados en el Gulag junto con los prisioneros políticos.
Cuando los campos de trabajo forzados del Gulag fueron fundados a principios de la década de 1920, los prisioneros políticos y los criminales eran encerrados juntos. Solo a comienzos de la década de 1950 se separó a los prisioneros políticos y a los "ladrones" en distintos sistemas carcelarios.
Tradicionalmente los “ladrones” y los “políticos” habían sido antagonistas, con los ladrones ejerciendo dominio virtualmente irrestricto sobre los prisioneros políticos, robándolos y sometiéndolos a todo tipo de abusos, junto con los políticos restantes que estaban demasiado desunidos como para montar una defensa eficaz. Esta situación era facilitada por la complacencia e incluso el apoyo activo de la administración del campo, que reconocía la utilidad de los "ladrones" para reprimir a los políticos y prevenir su unión en una causa común.
Con la separación de los "ladrones" del gulag político a principios de la década de 1950, los prisioneros políticos comenzaron a unirse en formas sin precedentes hasta entonces en los gulags. 
Este proceso de organización comenzó en facciones definidas por rasgos nacionales, religiosos y étnicos (ucranianos, kazajos, chechenos, armenios, estonios, musulmanes, etc.), que rápidamente se consolidaron en grupos muy fuertes, que abrieron el camino a la formación de una coalición que incluía al campo entero, cuya función primaria fue el lanzamiento de una gran campaña de asesinato de los soplones y colaboradores del campo.
Junto con los "ladrones", los soplones fueron en el pasado el impedimento primario para que los políticos se uniesen. Los soplones mantenían sus identidades en secreto, denunciaban con frecuencia a sus compañeros de prisión y trabajaban asiduamente para señalar a cualquier prisionero problemático. Debido a esto, un efecto masivo de autocensura se creaba entre los prisioneros, quienes temían confiar mutuamente. Sin embargo los grupos étnicos y nacionales comenzaron a pelear en contra de los soplones, pescándolos sistemáticamente y matándolos con un vigor y una eficiencia tal, que los soplones restantes todavía no identificados huyeron hacia la administración del campo en busca de protección.

#### Armamento y organización
De los grupos étnicos mencionados anteriormente, el ucraniano –que componía según algunas estimaciones la mitad de la población del campo– era sin lugar a dudas el más importante y estableció rápidamente su rol de liderazgo entre todos los prisioneros. Miembros de este “Centro Ucraniano” –como se lo llamaba frecuentemente– eran los principales proponentes de la exterminación de los soplones y luego probaron ser esenciales en las negociaciones con los “ladrones” recién llegados.
Al mismo tiempo que eliminaban a los soplones, los prisioneros comenzaron a perfeccionar la confección de puntas o cuchillos de relativa buena calidad, destreza cuyo dominio era inicialmente exclusivo de los "ladrones". 
Durante los meses previos también habían tenido lugar muchos incidentes en contra de los prisioneros –que usualmente incluían la muerte caprichosa de algún recluso tenido en estima a mano de los guardias–, sucesos estos que alimentaron el resentimiento y justificaron las acciones extremas posteriores por parte de los prisioneros. Las protestas y las negaciones colectivas a trabajar se hicieron más frecuentes y con ello los prisioneros aprendieron los vericuetos de cómo planear y prolongar disturbios a gran escala, principalmente por medio de la creación de un sistema de comunicación entre las divisiones del campo y –aún más importante– estableciendo jerarquías de comando.
Fue en este clima volátil cuando se produjo la inyección de aproximadamente 650 "ladrones" entre los aproximadamente 8.000 prisioneros políticos de Kenguir a principios de mayo, inyección concebida específicamente con el propósito de debilitar la unión de los prisioneros políticos, que ya antes habían organizado huelgas de pequeña escala y se estaban volviendo cada vez más inestables. Las autoridades del campo esperaban que esos "ladrones" revirtieran –como lo habían hecho en el pasado- esta tendencia en crecimiento.
Para sorpresa de las autoridades los "ladrones" unieron fuerzas espontáneamente con los “políticos”, concretando un encuentro secreto con el "Centro Ucraniano" la primera noche de su llegada, y estableciendo subsecuentemente un pacto. Esto de debió principalmente a dos razones: por un lado reconocieron sus pocas posibilidades en contra de un cuerpo masivo de 8.000 reclusos políticos, bien armados y unidos, y por el otro los "ladrones" de todos los gulags se habían unido a la campaña diseñada por los "políticos" en contra de los soplones y comenzaron por tanto a admirarlos y respetarlos. Cerca de 6.000 de ellos participaran de la insurrección.

#### El campo
El campo entero del complejo de Kengir formaba un gran rectángulo, dividido a lo ancho en cuatro áreas distintas: el campo de mujeres, el patio de servicios –donde estaban situados todos los talleres y depósitos– y dos campos para hombres, cada uno con sus propias celdas para castigo de prisioneros o para la protección de los soplones. El campo de mujeres se hallaba bloqueado tanto al acceso como a la vista de los campos para hombres. El primero incluía 2800 prisioneras y los otros dos sumaban 5.200 varones.

## La toma del campo
En el anochecer del 16 de mayo, (domingo, día libre para los prisioneros), los "ladrones" urdieron forzar su entrada al campo de servicios y desde allí al campo de mujeres. Inicialmente lo lograron, pero fueron en breve repelidos por los guardias. Sin embargo se reagruparon al caer la noche y se encargaron de destruir todas las luces que estaban al alcance de sus hondas, logrando atravesar la pared entre el campo de hombres y el campo de servicios con un ariete improvisado. Los guardias abrieron fuego sobre los “ladrones”, matando a 13 e hiriendo a 43.
El resto de los "ladrones" se replegaron, y durante la noche, ayudados por los "políticos", comenzaron a destruir sus celdas y camastros, tratando de sumar nuevas armas a su reserva, para abastecer a quienes carecían de ellas. Mientras, las autoridades del campo apostaban tiradores con ametralladoras del otro lado del agujero abierto en la pared por los "ladrones". Tras un tenso período, las autoridades del campo ordenaron inesperadamente la retirada de todos los guardias del campamento. Al día siguiente simularon conformidad con las demandas de los prisioneros, y cuando los prisioneros aceptaron volver al trabajo fuera del campo, los guardias se apuraron a reparar la pared destruida. Esto fue un error estratégico de su parte, ya que expuso la mala fe de los guardias y eliminó en consecuencia, todo resto de confianza que los prisioneros pudieran tener en su palabra. Más importante aún, los prisioneros ya habían gozado de un día completo de total libertad –dentro de los límites del campo– mezclándose libremente con las mujeres de prisión, comiendo hasta llenarse y fraternizando entre sí a gusto, lo que instaló en ellos un deseo de emancipación que no sería apagado con facilidad.
Las autoridades lanzaron entonces su primera ofensiva propagandística: los guardias representaron fotográficamente –vestidos con ropa de prisioneros– las supuestas violaciones de las prisioneras, distribuyendo luego las fotografías y declarando que la revuelta había sido un pretexto para cometer actos de depravación, marcando así el tono de las campañas subsiguientes. Encolerizados por tales artimañas, los prisioneros reaccionaron en masa, obligando a los guardias a escapar del campo nuevamente. Procedieron a destruir de nuevo la pared recién reparada por los guardias y liberaron a los prisioneros de las celdas de aislamiento. El campo permanecería bajo el control de los prisioneros durante los siguientes 40 días.

## Se forma una nueva sociedad en el campo

### Cultura
Con el campo entero a su disposición y florecientes sentimientos de camaradería y buena voluntad, los prisioneros tomaron parte de manera rápida y entusiasta de todos los disfrutes normales y humanos que les habían sido negados durante tanto tiempo. 

Bandera usada por los prisioneros durante el tiempo que controlaron el campo. Simboliza la tristeza y el deseo de ayuda internacional.

Como Solzhenitsyn y otros testigos atestiguan, hombres y mujeres separados por las divisiones del campo que habían estado conversando de manera romántica y en secreto durante años –pero que jamás se habían visto– pudieron finalmente encontrarse.
Los sacerdotes encarcelados presidieron varias bodas improvisadas (fue la consumación de varias relaciones establecidas por correspondencia secreta entre los hombres y mujeres de los distintos campos del complejo). Los prisioneros recuperaron lo que quedaba de sus ropas civiles del depósito –los guardias regularmente robaban y vendían las pertenencias de los prisioneros–, y de ese modo se vieron pronto ataviados con abrigos de piel y ropas de colores variados, además de reaparecer las proscritas vestimentas de tipo religioso. Los negocios, asimismo, se reanudaron de la mejor manera posible, hubo por ejemplo un aristócrata polaco que abrió una forma de cafetería, donde se servía una especie de café improvisado, que resultó bastante popular entre los prisioneros.
También florecieron las actividades de esparcimiento. Debido al gran número de prisioneros políticos en el gulag, casi todos los campos se podían jactar de una selección envidiable de ingenieros, científicos, intelectuales y artistas altamente cualificados y especializados, y con ellos se impartieron cursos avanzados para la educación y la gratificación tanto de las clases instruidas como de las iletradas.
El arte también floreció, con declamación de poesías e incluso la realización de obras de teatro pergeñadas rápidamente. También se cantaron himnos –escritos por los ucranianos– de manera masiva. Un himno en particular, con un tono que al mismo tiempo era apesadumbrado y festivo, con sus apasionadas demandas de libertad permanece como representativo de los temas más frecuentes: 

No seremos, no, no seremos esclavos.
 Ni llevaremos, no, ni llevaremos más el yugo.

Las prácticas de culto ganaron nueva vida. Es de notar la formación de una secta que se agrupaba frente al orificio original abierto en la pared que dividía el campo la primera noche del levantamiento; afirmaban que su profeta había predicho su destrucción y la libertad que sobrevino. Estos sectarios –de acuerdo con ex prisioneros– se sentaban en colchones junto al agujero durante días, orando y esperando ser llevados al Cielo.

### Gobierno
Tan pronto como se tomó el campo, los prisioneros se congregaron en el comedor y decidieron elegir a un nuevo líder, que resultó ser el excoronel del Ejército Soviético Kapitón Kuznetsov. Una de las principales razones para ello fue que el Centro Ucraniano insistía en tener un líder ruso en la rebelión y tener también un gobierno los más multiétnico y multinacional posible. Se hizo de esta manera para evitar la apariencia de que la rebelión era de carácter antirruso, pero también fue un intento lúcido de crear una sociedad y un gobierno armoniosos dentro del campo.
A Kuznetsov y a su administración se le delegó originalmente la conducción de las negociaciones con las autoridades del campo en representación de los prisioneros, pero como el control del campo por parte de los prisioneros se prolongó más allá de las expectativas, aumentando con ello las demandas por ley, orden y eficiencia, la jurisdicción del gobierno se incrementó. De esta manera, varios departamentos del gobierno fueron rápidamente creados:
- Agitación y Propaganda.
- Servicios y Mantenimiento (lavandería, reparación de calzados y ropa, peluquería, además de otros servicios del campo que se continuaron sobre una base voluntaria).
- Alimentos (el almacenamiento de sus provisiones, al rango en que eran consumidos, podría haber durado muchos meses).
- Seguridad Interna (algunos prisioneros que estaban en contra de la revuelta y que rogaban de manera abierta a los demás a rendirse a las autoridades originales del campo, fueron encarcelados).
- Defensa (Militar).
- Departamento Técnico (conformado por ingenieros, científicos y otros profesionales encarcelados en el campo).

#### Propaganda
Previendo que las autoridades acusarían a la rebelión de ser "antisoviética" como pretexto para aplastarla, Kuznetsov y su delegado lituano, Knopkus. planificaron un tema propagandístico capaz de oponerse eficazmente a aquel: mostrar a los guardias como partidarios de Beria –una acusación mortal en ese momento– y al levantamiento como un movimiento patriótico y de vanguardia en contra de ellos. Pronto se levantaron pancartas declarando tales sentimientos, en las que se podía leer “¡Larga vida a la constitución soviética!” y “¡Abajo con los asesinos partidarios de Beria!”.
En la medida que el estado de los acontecimientos se prolongaba, las actividades del Departamento de Propaganda crecían. Al principio se trataba en su mayoría de intentos defensivos –respondiendo literalmente a alegatos que se les lanzaban en su contra provenientes de más allá de las cercas-. Los guardias difundían su propia propaganda a través de altoparlantes dirigidos al campo, urgiendo a la rendición y desacreditando la pérdida de días del valioso trabajo penitenciario con el supuesto efecto que ello estaría teniendo en detrimento de la economía soviética. En respuesta, los prisioneros, usando un parlante modificado para su propósito, difundieron un conjunto completo de programas de radio simulados, escritos por el departamento de Agitación y Propaganda y anunciados por una carismática prisionera. Estos programas contaban incluso con comedias y cortos humorísticos. Uno de los taquígrafos de los guardias tomó nota de algunas de las transmisiones, llegando así a los archivos soviéticos:

“¡Camaradas soldados! No tenemos miedo de ustedes y les pedimos que no vengan a nuestro territorio. ¡No nos disparen, no cedan bajo la voluntad de los partidarios de Beria! No tenemos miedo de ellos, así como no tememos a la muerte. ¡Preferimos morir de hambre en este campo que ceder a la banda de partidarios de Beria! ¡No ensucien sus manos con la misma mugrosa sangre que vuestros oficiales tienen en las suyas!

Luego, con la ayuda del Departamento Técnico, sus planes se volvieron cada vez más ambiciosos. Los prisioneros, dándose cuenta de lo precaria de su situación, se esforzaron en conseguir que su proclama rebelde y sus demandas llegaran al pueblo lindante al campo, esperando incitar a sus ciudadanos en acciones de respaldo. Para ello emplearon primero globos de aire caliente hechos de remiendos y especialmente diseñados con eslóganes escritos sobre ellos, pero estos fueron derribados por los disparos de los guardias; luego emplearon cometas fabricados por los chechenos, quienes demostraron ser especialistas en la materia. Los cometas fueron exitosos por un tiempo, arrojando paquetes de panfletos en los vientos favorables hacia los asentamientos situados por debajo, pero las autoridades del campo se adaptaron pronto y prepararon en competencia sus propios cometas para enredarse con los hilos de sus contrapartes. Al final los prisioneros dieron con una estrategia sólida y exitosa acomodando panfletos en palomas mensajeras, liberando docenas de ellas al cielo.

#### Defensa
Al igual que la propaganda, la defensa pasó al frente en la lista de prioridades del nuevo gobierno de prisioneros. Antes de que las exiliadas autoridades cayeran en cuenta y cortasen el suministro eléctrico, los herreros y operadores de tornos en el campo rápidamente diseñaron toda clase de armas en los talleres del sector de servicios, tales como largas picas hechas con las barrotes de la prisión, sables, bastones y mazos. Adicionalmente los prisioneros molieron vidrio a punto de polvo y ubicaron los baldes conteniéndolo a lo largo del campo, esperando cegar con ello a las tropas venideras. Se establecieron barricadas en puntos estratégicos así como responsabilidades para su manejo, divididas en el campo por barracas –renombrados como “destacamentos” por el departamento de Defensa- con cambios de turnos y procedimientos incluidos. El Departamento Técnico contribuyó también a este esfuerzo, especialmente con la creación de aparatos explosivos improvisados y bombas incendiarias, los cuales -de acuerdo a Solzhenitsyn- fueron usados durante la invasión de junio, llegando incluso a tumbar una de las torres de los guardias.

#### Departamento Técnico
Además de las innovaciones mencionadas anteriormente, el Departamento Técnico tuvo que lidiar con un variado número de problemas que surgieron. En respuesta al corte de suministro eléctrico luego de unos días, los electricistas de entre los prisioneros lograron extraer electricidad desde los cables que pasaban en lo alto justo fuera del perímetro de defensa del campo. Este suministro también fue suprimido por las autoridades luego de unos pocos días y a partir de entonces usaron un motor modificado como generador eléctrico e incluso llegaron a usar una canilla como una improvisada “estación hidroeléctrica” para proveer energía al centro del gobierno de la prisión y a las enfermerías.

## Negociaciones
Las negociaciones entre autoridades y rebeldes comenzaron casi de inmediato, pero se forjaron con dificultad desde el principio. Las autoridades del campo nueva e inmediatamente aceptaron virtualmente todas las demandas de los prisioneros, pero esta vez, debido al engaño sufrido y todavía vívido en sus memorias, los prisioneros no aceptaron la solución ofrecida de palabra como suficiente y demandaron un acuerdo por escrito. Un borrador fue redactado por las autoridades, que pasó a vistas por todo el campo y fue ampliamente criticado. Desde aquí las negociaciones se enfriaron hasta que oficiales de alto rango vinieron desde otras ciudades. Solzhenitsyn explicaba:

Personajes de rango militar condecorados llamativa y profusamente continuaban llegando al campo para discutir y persuadir. A todos se les permitía entrar, pero debían portar banderas blancas (…) y pasar por un control corporal de armas. Ellos exhibían de esa manera a sus generales, (…) les permitían hablar con los prisioneros y llamaban a grandes encuentros en el campo para su beneficio. Con sus condecoraciones refulgentes, los jefes tomaban asiento en el presidium como era costumbre, ya que ningún detalle se dejaba de lado.

A estos generales y a otros mediadores se les presentaban el mismo conjunto de demandas: castigo a los soldados responsables por las muertes de varios de los prisioneros y las palizas dadas a las prisioneras; que los prisioneros que habían sido transferidos a otros campos como castigo por participar en una huelga fuesen traídos de vuelta, que los prisioneros no tuvieran que usar más los degradantes parches numerados de identificación o el ser encerrados dentro de sus dormitorios por la noche, que las paredes que separaban las divisiones del campo –en concreto, las que separaban los campos de hombres de las de las mujeres- no fuesen reconstruidas; que una jornada laboral de ocho horas fuera instituida, que se eliminaran los límites en la cantidad de cartas que se podían enviar y recibir, que ciertos oficiales y guardias especialmente odiados fuesen removidos del campo de Kenguir, y que –lo más importante– sus casos fuesen revisados.
Ninguna de estas demandas era inconstitucional. Las regulaciones originales específicamente ofrecían todo aquello que los prisioneros estaban pidiendo y todo lo que pedían por tanto era la reinstauración de esos derechos. Los generales, quienes contaban ahora entre ellos con Serguéi Yegórov, diputado en jefe del Ministerio Ruso de Asuntos Internos (MVD), e Iván Dolgij, comando de división del gulag, nuevamente aceptaron las demandas de los prisioneros en conjunto, pero, faltando todavía en proveer un contrato escrito de sus promesas, fueron rechazados por los prisioneros.
La discusión luego irrumpió en amenazas y contra amenazas. Los prisioneros, por la desconfianza que tenían en los actuales negociadores, demandaron que un miembro del Comité Central fuese enviado, pero esto fue rechazado de plano. 

### Sembrando discordia
Antes del asalto, las autoridades del campo hicieron intentos por sembrar el descontento dentro del campo, tanto para intentar que los prisioneros se asesinasen entre sí haciendo de ese modo más fácil el trabajo de las tropas invasoras, como para proveer una justificación ostensible para una masiva intervención armada. Se hicieron pedidos directos a prisioneros de alto rango de manera de que estos “incitaran a un baño de sangre racial” a cambio de conservar sus vidas (todo prisionero que públicamente había ocupado un alto rango en el gobierno provisional del campo tenía asegurado un juicio que terminaría en ejecución luego de ser capturados, siendo esto de conocimiento entre los reclusos). Contando con la todavía vigente paranoia y desconfianza contra los judíos en Rusia las autoridades intentaron esparcir rumores de que un pogromo era inminente como una forma de enfrentar a unos prisioneros contra otros.
Mientras que estos esfuerzos fallaron en su mayoría, otro objetivo de las autoridades –el de extraer comunistas ortodoxos y soviéticos leales- fue exitoso y un número de ellos abandonaron el campo unos días antes del asalto, incluyendo un miembro de alto rango del gobierno de los prisioneros quien luego reaparecería como la voz que los urgía a rendirse ante los guardias a través de los altoparlantes de propaganda. De todos modos estos escapes fueron detenidos en breve por la Seguridad Interna, la cual capturó y encerró a aquellos que estaban hablando favorablemente de las autoridades o recomendaban rendirse.

## Represión

### Preludio
En los días previos al asalto, se hicieron pequeñas escaramuzas de prueba, al principio para comprobar el grado de preparación y las capacidades de defensa de los prisioneros –las alarmas sonaban y los prisioneros rápidamente asumían sus posiciones de batalla–, pero luego para filmarlas. Estas filmaciones fueron utilizadas por las autoridades para identificar y castigar a todos aquellos que participaban directamente en el levantamiento, así como para asegurar la justificación del asalto.
Para ese entonces la moral de los prisioneros también estaba decayendo. Muchos llegaron a tener un claro sentido de futilidad sobre su propia lucha y tal actitud demostró ser contagiosa. El líder de los prisioneros –Kuznetsov- llegó incluso a traicionar su cautela en un discurso, narrado por Solzhenitsyn:

“Camaradas,” la majestad de Kuznetsov hablaba de confianza, ya que él sabía muchos secretos, y todo ello se suponía en ventaja de los prisioneros, “¡Nosotros tenemos poder defensivo de fuego, y el enemigo sufrirá el cincuenta por ciento de nuestras propias bajas!”(…) “Incluso nuestra destrucción no será en vano.”

Haciendo las cosas aún peor para los prisioneros el día anterior al asalto se anunció a través de los parlantes de los guardias que la demanda de encontrarse con un miembro del Comité Central estaba garantizada. Esto tuvo el efecto de bajar la guardia de los prisioneros y crear menos hostilidad así como una disposición más favorable hacia las autoridades del campo, quienes por otro lado estaban planeando aplastar violentamente a los prisioneros todo ese tiempo. Además Solzhenitsyn recuerda que los prisioneros oyeron ya varios días antes del asalto lo que ellos pensaban que eran los sonidos de tractores corriendo a la distancia, fuera de su rango de visión. Estos resultaron ser tanques, un arma que los prisioneros no anticiparon que sería usada en su contra.

### El asalto

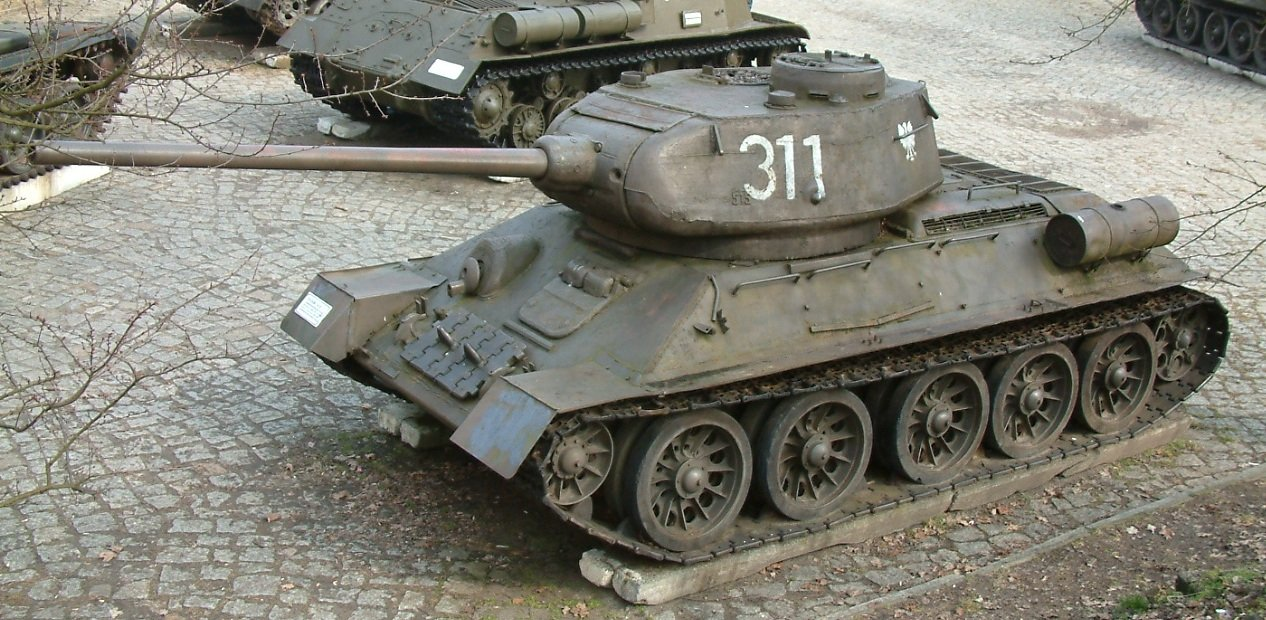
Tanque T-34 como lo usados para reprimir la revuelta. Llevaban caballetes con alambres de púas y dispararon con cargas de fogueo para avivar la confusión y el miedo.

Al amanecer del 25 de junio, se dispararon bengalas al cielo y el asalto comenzó. Francotiradores eliminaron rápidamente a los centinelas de los tejados antes de que pudieran sonar la alarma y los tanques arrollaron el perímetro de defensa. Cinco tanques, 98 perros y 1700 soldados con equipo completo de combate atacaron el complejo del campo.
Los tanques tampoco dudaron en arrollar a los prisioneros que tenían por delante. La enfermera Luibov Bershádskaya relata que un grupo de mujeres cogidas de sus brazos formaron una cadena frente a los vehículos blindados esperando que se detuvieran, les pasaron encima de todas formas, mismo destino sufrieron los que estaban en los barracones durmiendo. Granadas improvisadas, piedras, uñetas y otros objetos de metal que los presos les lanzaron a los blindados resultados inútiles. 
Lo que siguió fue el pánico y el caos. Mientras que algunos “destacamentos” resistieron vigorosamente, lanzando contraataques a pesar de fuertes bajas y arrojando bombas improvisadas de azufre contra los tanques, otros prisioneros se suicidaron. Los tanques, modelo T-34, se encargaban alternativamente de ir contra los prisioneros o derribar los muros de las barracas donde los prisioneros se escondían y usaron balas de fogueo para crear terror y confusión entre los prisioneros. Por el contrario los cientos de soldados del Ejército Soviético que inundaron el campo sí usaban municiones reales y con ellas mataron a muchos reclusos. Algunos tanques arrastraban caballetes enlazados con alambres de púas y estos fueron desplegados de manera inmediata como medio de dividir el campo y dificultar la libertad de movimiento de los prisioneros. Los líderes del movimiento fueron elegidos específicamente por escuadrones de soldados designados y así fueron tomados vivos en custodia, muchos de los cuales fueron luego juzgados y ejecutados. Tras 90 minutos de violencia, al resto de los prisioneros con vida -la mayoría de los cuales permanecía oculta- se les ordenó salir con la promesa de que no se les dispararía, lo cual fue –para sorpresa de todos- una promesa cumplida.

### Consecuencias
De acuerdo a un número dado de sobrevivientes del campo, como la enfermera Bershádskaya que atendió personalmente a numerosos de sus compañeros heridos durante el asalto, de quinientos a setecientos prisioneros fueron muertos o heridos en el levantamiento, con el adicional de seis de los prisioneros de mayor rango ejecutados, Knopmus entre ellos. Sin embargo las cifras halladas en los archivos soviéticos sugieren que solo 37 fueron muertos, no incluyendo en ellas aquellos que murieron posteriormente por las heridas o fueron ejecutados, con 106 prisioneros y 40 soldados heridos. Las fuentes soviéticas posteriormente agregarían otros nueve reclusos muertos por sus graves heridas como señala Anne Applebaum en su libro Gulag.
Como diría Julián Fuster Ribó (ru:Фустер, Хулиан), cirujano español preso en el campo (y mencionado por Solzhenitsyn): 

Podrían descansar, al fin, unos días de la faena agotadora de construir el socialismo en invierno con 40 grados bajo cero y en verano a 40 grados de calor en las estepas del Kazajstán.

Fuster Ribó había partido al exilio en la Unión Soviética en 1939, tras la derrota del Frente Popular. Sirvió como médico militar en el Ejército Rojo durante la Segunda Guerra Mundial pero en 1948 fue arrestado, acusado de intentar ayudar a dos exiliados españoles a escapar de la URSS (uno de ellos era un "niño de la guerra"). Interrogado bajo torturas por meses en la Lubianka, terminó confesando y fue condenado a 20 años de prisión y trabajos forzados. Fuster fue destinado a Kengir donde trabajó ayudando a los accidentados, gozando de gran prestigio entre sus compañeros. Finalmente, cuando se produjo el asalto Fuster fue el médico del campo, ayudando por dos noches y dos días seguidos a los prisioneros heridos. Los soldados soviéticos les permitieron seguir trabajando hasta que se desmayó por agotamiento. A los prisioneros que no se refugiaron en el hospital los llevaron a la taiga exterior al campo, permaneciendo boca abajo y con los brazos abiertos como una cruz por varias horas.
De todos modos Kuznetsov tuvo su sentencia de muerte conmutada a 25 años de prisión, pero se halló en libertad y completamente rehabilitado luego de servir tan solo cinco años en la prisión de Karlag en 1960. Hay muchas teorías respecto al motivo de ello, pero la mayoría la atribuye a una confesión completa y detallada de 43 páginas en las cuales denunciaba a decenas de compañeros de prisión. Estas confesiones también probaron ser una incalculable fuente para muchos estudios conducidos respecto al levantamiento de Kenguir, aunque algunos cuestionan su veracidad. 
Como una manera de mantener la coherencia de su historia, se dice que la administración del campo plantó armas en los cadáveres de aquellos que no las portaban, de manera de que estuviesen listos para los fotógrafos, quienes fueron traídos expresamente para este propósito. Gracias a la información de los fotógrafos y los pocos delatores que aun quedaban se hizo una criba entre los prisioneros y 436 fueron arrestados, incluido todo el comité de huelga. En el día que siguió al ataque, otros mil prisioneros, repartidos por igual entre hombres y mujeres fueron derivados a los campos de Kolymá y Ozerlag. El resto de los prisioneros se ocuparon de la tarea de reconstruir una vez más las paredes destruidas, sellándose nuevamente en una vida carcelaria.
Las autoridades militares creyeron durante el asedio que el único organismo coordinador de los insurrectos era el comité de huelga. Posiblemente gracias al relato de Kuznetsov armaron las piezas de la verdadera organización de Kengir. Identificaron a cinco representantes del Centro: el lituano Kondratas, los ucranianos Gersh Keller, Sunichuk y Vajaev y un ladrón apodado «Mostacho». Pudieron hasta hacer un croquis con el orden de mandos, averiguaron de los departamentos de gobierno, las brigadas de defensa, la emisora de radio y el generador provisional pero nunca identificaron a todos los miembros del Centro, cuyos miembros aun permanecen anónimos. Estos últimos continuaron el destino del común de los presos, es decir, cumplir sus condenas hasta su amnistía final.

## Significado
Entre las huelgas y las rebeliones que estaban tomando lugar en los gulags a lo largo de la Unión Soviética de ese período, el levantamiento de Kenguir fue tal vez el más significativo. Mientras que la muerte de Stalin y la caída de Beria así como el ascenso de Jrushchov dieron muchas esperanzas a los prisioneros, quienes hace mucho que esperaban amnistías generales así como rehabilitaciones siguiendo a estos eventos, el rol del levantamiento de Kenguir en apresurar estos procesos no puede ser obviado. El levantamiento demostró a las autoridades que el estalinismo no era una opción política sostenible y que las injusticias masivas como aquellas cometidas en los gulágs no permanecerían perpetuamente sin un costo significativo. En un cambio que traía malos presagios al régimen soviético, muchos prisioneros tomaron parte teniendo plena conciencia que lo hacían al costo de sus vidas y los prisioneros de otros campos y particularmente en el cercano campo de Rudnik, se unieron a los prisioneros de Kenguir en solidaridad, lanzando su propia huelga de corta duración.
El significado de esa libertad temporal disfrutada por esos prisioneros no se perdió para muchos. En una revisión hecha en 1978 sobre el libro de Solzhenitsyn, Milton Kramer, del diario The New York Times, declaró que el levantamiento “restauró una medida de humana civilización entre los prisioneros antes que el Estado fuese capaz de ejercer su implacable poder nuevamente”. En un encuentro de prisioneros de Kengir llevada a cabo en el año 2004 un sobreviviente del campo mencionó que, a pesar de la brutalidad y la pérdida de vidas que vino con la represión del levantamiento, esos 40 días engendraron en los prisioneros “un gran sentimiento de liberación espiritual” y otro prisionero recordó que “no había sentido antes de ese acontecimiento y no he sentido desde entonces tal sentimiento de libertad como en ese momento”, ambas emociones compartidas por Solzhenitsyn. De hecho Solzhenitsyn dedicaría luego un guion cinematográfico que había escrito dedicado a la valentía de los rebeldes de Kenguir, titulado “Los tanques saben la verdad” (Знают истину танки). Notablemente, como el historiador Steven A. Barnes de la Universidad de Stanford señaló en su edición 2005 de “Revista Eslava” (Slavic Review), la campaña llevada a cabo por los prisioneros fue camuflada con un pragmatismo y una capacidad de propaganda tales como no se tenían precedentes. Como se señaló anteriormente, en lugar de hacer explícita su hostilidad hacia el régimen soviético otorgándoles así a las autoridades una excusa para invadir, ellos expresaron ostensiblemente su aprobación por el Estado, mientras, tímidamente pedían la restauración de los derechos y los privilegios acordados por la constitución soviética. Este mensaje fue en sí mismo difundido no solo a las autoridades del campo y a cualquiera de los representantes del Ministerio Ruso de Asuntos Internos que visitaron el campo por las negociaciones, sino también –y más crucialmente- a la población civil que rodeaba el campo.
De todos modos, cualquier efecto potencial que el levantamiento podría haber tenido estaba estrictamente circunscrito por la misma naturaleza del régimen soviético, la cual fue rápida en usar la fuerza masiva para suprimir aún la más humilde de las amenazas en su contra. En la misma crítica hecha para la revista Time, Kramer hizo una salvedad importante en relación con sus dichos previos:

“…Solzhenitsyn no guardó grandes ilusiones sobre qué cosa era posible en el sentido de la resistencia… él sabía muy bien que muy poco se podía obtener sin el apoyo de la opinión pública –algo contra lo que el Estado Soviético estaba en permanente guerra-. “¡Sin ella detrás de nosotros”-escribe- “podemos protestar y hacer huelga de hambre tanto como queramos que ellos se reirán en nuestras caras!” Y aun así la protesta persistió –y todavía persiste- porque la dignidad humana así lo requiere.”